# Felipe Benicio Navarro y Reig
Felipe Benicio Navarro y Reig (1840-1901) fue un escritor español.

## Biografía
Nació en 1840 en Valencia. Era hijo del abogado y político Felipe Benicio Navarro y Aliguer. Navarro y Reig, brigadier, fue también redactor de El Contemporáneo entre 1860 y 1865, así como copropietario de la Gaceta del Sport. «Muy erudito», en palabras de Cejador y Frauca, publicó El libro de la montería es el tratado de venación (1878), Arte cisoria (1879), Fortalezas y castillos en la Edad Media (1895) y En la región de las noches blancas, viaje á Escandinavia (1901). Adornó con notas e ilustraciones varias obras clásicas de la literatura española y escribió también para la Revista de España, en la que publicó El pavón, el faisán y el pavo (1871), Bautizos reales de la dinastía austriaca (1880), artículos de artes entre 1871 y 1885 y crónicas bibliográficas entre 1877 y 1879. Falleció en Madrid en 1901, el día 16 de mayo, y habría sido enterrado en la sacramental de San Justo.